# Van God Los (televisieserie)
Van God Los is een Nederlandse drama- en misdaadserie, die sinds 22 mei 2011 wordt uitgezonden door de publieke omroep BNN, in samenwerking met Pupkin Film. De anthologieserie is voortgekomen uit de speelfilm Van God Los (2003), geregisseerd door Pieter Kuijpers. Hij is tevens de bedenker van de serie.
In België wordt de serie uitgezonden door Acht.

## Geschiedenis
De serie bestaat uit losstaande afleveringen met elk haar eigen plot en personages. In elke aflevering vormt een waargebeurd misdrijf de basis voor de plot: het delict zelf, maar ook de gebeurtenissen die de dader tot het plegen ervan hebben aangezet worden nagespeeld, zij het op gedramatiseerde wijze. De aflevering gaat van start met fragmenten van de moord, voordat de intro start en de aflevering daadwerkelijk begint. Ook heeft elke aflevering een andere regisseur en scenarioschrijver(s). Onder anderen Tim Oliehoek, David Lammers en Rita Horst hebben hun medewerking verleend.
Vanaf seizoen 2 uploadt BNN na elke televisie-uitzending een filmpje in de webserie Een sessie met Van Marle. Hierin gaat prof. dr. Hjalmar van Marle dieper in op de gedachtegang van de dader. Van Marle is hoogleraar forensische psychiatrie en heeft meegewerkt aan Van God Los.

## Seizoenen
| Seizoen | Afl. | Datum             | Datum            | Opmerkingen        |
| Seizoen | Afl. | Première          | Finale           | Opmerkingen        |
| ------- | ---- | ----------------- | ---------------- | ------------------ |
| 1       | 9    | 22 mei 2011       | 17 juli 2011     | Uitgebracht op dvd |
| 2       | 10   | 1 april 2012      | 3 juni 2012      | Uitgebracht op dvd |
| 3       | 6    | 21 november 2013  | 29 december 2013 | Uitgebracht op dvd |
| 4       | 6    | 18 september 2017 | 23 oktober 2017  |                    |

### Seizoen 1
| Afl. | Titel | Uitzenddatum | Regie                 | Scenario                                                        |
| ---- | --- | ------------ | --------------------- | --------------------------------------------------------------- |
| 1    | Spookbeeld | 22 mei 2011  | David Lammers         | Willem Bosch, Michael Leendertse                                |
| 1    | Tilly (Georgina Verbaan) komt erachter dat haar vriend Mitch (Koen Wouterse) een affaire heeft met haar kennis Kim (Kiki van Deursen). Wanneer Kim ook nog zwanger van hem blijkt te zijn geworden, besluit Tilly samen met haar hulpje (Carolien Karthaus) naar Kims huis te gaan om haar weg te jagen van Mitch, maar als ze ziet dat de twee een diepere relatie hadden dan ze vermoedde, wurgt ze Kim en laat het op een zelfmoord lijken. Deze aflevering is gebaseerd op de dood van Joyce Feenstra. |              |                       |                                                                 |
| 1    | Overige gastrollen: Maartje Beets als Margot, Alix Adams als Anjet. |              |                       |                                                                 |
| 2    | Wiet | 29 mei 2011  | Pieter Kuijpers       | Paul Jan Nelissen, Bies van Ede                                 |
| 2    | Katja (Bracha van Doesburgh) wil uit de wereld van de illegale wietteelt stappen. Haar partner in crime en ex-vriend Arjen (Rogier Philipoom) krijgt van hogerhand de opdracht haar te laten weten dat dat niet zomaar gaat. Dan moet hij er met zijn kameraad (Micha Hulshof) een eind aan maken. Deze aflevering is gebaseerd op de dood van Tinka van Rooij, die ook bekendstaat als 'de mooie blonde dood'.                                                                                            |              |                       |                                                                 |
| 2    | Overige gastrollen: Katja Herbers als Marije, Kuno Bakker als Eddie, Pieter Kuijpers als thuisteler. |              |                       |                                                                 |
| 3    | Onder Dwang | 5 juni 2011  | Lourens Blok          | Kees Vroege                                                     |
| 3    | Mihriban (Gamze Tazim) is uitgehuwelijkt aan haar neef. Wanneer haar ex-vriend Hamit (Önder Doğan) weer contact met haar zoekt, stuurt haar ziedende vader Suleyman (Ergun Simsek) haar broer Aydin (Levent Kiziltepe) op hem af om de eer van zijn zus te beschermen. Deze aflevering is gebaseerd op de schietpartij op ROC de Leijgraaf in Veghel. |              |                       |                                                                 |
| 3    | Overige gastrollen: Clemens Levert als Harry, Niels Gomperts als Steven, Eren Özsen als Ismael, Vefa Ocal als Nadir. |              |                       |                                                                 |
| 4    | De Hosselaar | 12 juni 2011 | Remy van Heugten      | Luuk van Bemmelen                                               |
| 4    | Charlie (Steve Hooi) is voorwaardelijk vrij. Hij heeft zijn vriendin Nancy (Karin Jessica Jansen) beloofd zijn oude leven de rug toe te keren en wil met haar een normaal leven opbouwen. Toch laat hij zich overhalen om nog een keer wat geld te verdienen door een lading gestolen laptops te verbergen. De lading wordt echter gestolen. Deze aflevering is gebaseerd op de dood van Farrell Provence.                                                                                                 |              |                       |                                                                 |
| 4    | Overige gastrollen: Mads Wittermans als Mike, Hein van der Heijden als Jos, Nico de Vries als Ronald, Felix Burleson als Ferdinand, Hef (rapper) als naamloze figurant. |              |                       |                                                                 |
| 5    | Doodslag | 19 juni 2011 | Tim Oliehoek          | Willem Bosch, Michael Leendertse                                |
| 5    | Alan (Hans Kesting), de uitbater van een Amsterdamse homobar, heeft schoon genoeg van de groeiende haat tegen homo's. Hij komt in conflict met enkele jongens Remco (Jeffrey Hamilton), Steven (Pim Wessels) en Rogier (Vanja Rukavina) van buiten de stad, met een ondenkbaar gevolg. Deze aflevering is gebaseerd op de dood van Joep den Mulder in 1999. |              |                       |                                                                 |
| 5    | Overige gastrollen: Eelco Smits als Benno, Huub Smit als bruin petje, Dimme Treurniet als politieagent. |              |                       |                                                                 |
| 6    | Masterplan | 26 juni 2011 | Thomas Korthals Altes | Tijs van Marle                                                  |
| 6    | Cafébaas Ömer Altin (Ali Çifteci) loopt veel inkomsten mis doordat hij niet over de juiste vergunning beschikt. Hij heeft het gevoel tegengewerkt te worden door wethouder Renkum (Gijs de Lange), die zijn aanvraag behandelt, en besluit verhaal te gaan halen. Deze aflevering is gebaseerd op de gijzeling in het stadhuis van Almelo in 2008. |              |                       |                                                                 |
| 6    | Overige gastrollen: Terence Schreurs als Lotteke Landman, Jorrit Ruijs als Erik, Bert Geurkink als Loman, Jacqueline Blom als Andrea Davids. |              |                       |                                                                 |
| 7    | Kortsluiting | 3 juli 2011  | Rita Horst            | Willem Bosch, Michael Leendertse, Anne Barnhoorn, Lotte Tabbers |
| 7    | Danielle (Isis Cabolet) groeit op in een probleemgezin bij haar biologische moeder Nadia (Halina Reijn). Met de toenemende geldproblemen, kleineringen en het gedrag van haar halfbroertje Rody (Bas van Prooijen), die een voorbeeld neemt aan zijn agressieve vader Gerrie (Tygo Gernandt), stevent het gezin af op een confrontatie. Deze aflevering is gebaseerd op de zaak van S.W., voorgevallen op 27 mei 1997 te Rotterdam.                                                                        |              |                       |                                                                 |
| 7    | Overige gastrollen: Jade Olieberg als Jackie, Juul Vrijdag als moeder van Nadia, Patrick Stoof als folderbezorger, Titus Boonstra als ambulancebroeder, Freerk Bos als meneer Stege, Stijn Taverne als vriend van Rody. |              |                       |                                                                 |
| 8    | Kaartenhuis | 10 juli 2011 | Johan Timmers         | Christian Sparborth                                             |
| 8    | Het architectenbureau van Matthijs (Marcel Hensema) en zijn zakenpartner staat er slecht voor. Om geen gezichtsverlies te lijden bij zijn vrouw Hanneke (Tanja Jess) en haar ouders, houdt hij zijn schulden en problemen verborgen. Als de problemen zich op blijven stapelen en hij dit niet meer verborgen kan houden, ziet hij voor zichzelf en zijn gezin nog maar één uitweg. Deze aflevering is gebaseerd op de dood van Renate en Elisa van Oudenaren.                                             |              |                       |                                                                 |
| 8    | Overige gastrollen: Hubert Fermin als Jan, Nynke Faber als deurwaarder, Pim Muda als accountmanager, Jasper van Overbruggen als ambulancebroeder 1, Klavertje Patijn als ambulancebroeder 2. |              |                       |                                                                 |
| 9    | Reflex | 17 juli 2011 | David Lammers         | Kees Vroege                                                     |
| 9    | Ex-Dutchbatter Roel (Michel Sluysmans) worstelt met posttraumatische stress, jaren geleden opgelopen tijdens een missie in Bosnië. Zijn vriendin Miranda (Victoria Koblenko) voedt hun dochter Fleur grotendeels alleen op en probeert ondertussen om te gaan met Roels problemen. Miranda's broer heeft genoeg van Roels agressieve gedrag en besluit hem een lesje te leren. Deze aflevering is gebaseerd op de dood van Barry Roelandt en Titus Pecko.                                                  |              |                       |                                                                 |
| 9    | Overige gastrollen: Bea Meulman als Gerda, Guido Pollemans als Meindert, Wart Kamps als Tinus, Marien Jongewaard als Luc, Genio de Groot als Van Loon. |              |                       |                                                                 |

### Seizoen 2
| Afl. | Titel | Uitzenddatum  | Regie              | Scenario                                        |
| ---- | --- | ------------- | ------------------ | ----------------------------------------------- |
| 1    | Sex Tapes | 1 april 2012  | Marc de Cloe       | Paul Jan Nelissen, David Lammers                |
| 1    | De labiele, drugsverslaafde Joyce Venderink (Kim Feenstra) is niet in staat te kiezen tussen haar twee liefdes: de agressieve dealer Stan Tervelden (Teun Kuilboer) en Bart van Amstel (Robert de Hoog), die zijn best doet om zijn leven weer op orde te krijgen. Wanneer ze aan Stan vertelt dat Bart een aantal sekstapes van haar in zijn bezit heeft, besluit Stan daar wat aan te gaan doen. Deze aflevering is gebaseerd op de dood van Joost van Amstel. |               |                    |                                                 |
| 1    | Overige gastrollen: Jenne Decleir als Thierry Brinkman, Vincent van der Valk als Oscar Reuding, Debbie Korper als Trees Venderink, Rogier Schippers als Harold Develing, Anouk Maas als bazin met hond, Simon Zwiers als omstander. |               |                    |                                                 |
| 2    | Babyshower | 8 april 2012  | Bram Schouw        | Kees Vroege, Anne Barnhoorn                     |
| 2    | Chemicus Daan Dekkers (Johnny de Mol) heeft weinig sociale vaardigheden. Hij heeft een vriendin, Janneke van Straten (Lottie Hellingman), maar voor seksueel contact bezoekt hij sekssites. Janneke heeft een grote kinderwens. Daan echter wordt al angstig van het idee een kind te hebben. Wanneer de druk die Janneke op hem uitoefent te groot voor hem wordt, neemt hij een besluit dat fatale gevolgen heeft. Deze zaak werd door de media betiteld als de 'pindakaasmoord'. |               |                    |                                                 |
| 2    | Overige gastrollen: Anniek Pheifer als Sanne Bouwman, Audrey Bolder als Marijke van Gastel, Guy Clemens als Mark Bouwman, Fockeline Ouwerkerk als Machteld Veere, Peter van de Witte als Jeroen, Erik Jobben als collega van Daan. |               |                    |                                                 |
| 3    | Bitch Fight | 15 april 2012 | Mischa Kamp        | Chris Westendorp                                |
| 3    | Elvira Zebel (Alexandra Groenestein) neemt het op voor haar vriendin Rochelle Reesema (Melody Klaver) die in conflict is met Naïma Eski (Maryam Hassouni). Ze haalt zich de woede van Naïma op de hals door op een plagerige manier te weigeren nummer van Rochelle te geven. Naïma en haar vriendinnen gaan verhaal halen bij Elvira thuis, waar het conflict zo uit de hand loopt dat het een noodlottig einde heeft. Deze aflevering is gebaseerd op de dood van Naouel el-Massaoudi. |               |                    |                                                 |
| 3    | Overige gastrollen: Mounira Hadj Mansour als Mona Çeltik, Soumia Abalhaya als Soraya, Ingeborg Ansing als Annemarie Reesema, Niels Gomperts als Dennis Brouwer, Reinout Bussemaker als Ed Reesema, Jaap Maarleveld als de heer Van Klaveren , Cees Geel als manager snackbar. |               |                    |                                                 |
| 4    | Procedure Exit | 22 april 2012 | David Lammers      | Robert Alberdingk Thijm                         |
| 4    | Freek Ansink (Martin Schwab) krijgt een verhouding met zijn veel jongere collega Mathilde Bruma (Yolanthe Sneijder-Cabau). Nadat de twee zich hebben verloofd, licht Freek zijn meerdere in over hun relatie, die hem mededeelt dat een liefdesverhouding niet is toegestaan op de werkvloer. Freek geeft hij zijn leidinggevende functie op en gaat hij aan de slag op een andere afdeling, zodat Mathilde haar baan kan behouden. Het duurt niet lang of Mathilde krijgt twijfels over haar liefde voor Freek. Deze aflevering is gebaseerd op de dood van Ron Makadoero. |               |                    |                                                 |
| 4    | Overige gastrollen: Philip Ivanov als Gregor Sofin, Gürkan Küçüksentürk als Duman Sarfayka, Vincent Rietveld als Stephan Bremmer, Arie Rustenburg als medewerker DF, Manoushka Zeegelaar-Breeveld als Molly Monker, Maartje van den Brink als Sandra. |               |                    |                                                 |
| 5    | Kat in het Nauw | 29 april 2012 | Erik de Bruyn      | Edward Stelder                                  |
| 5    | Catherina 'Kat' van Westrum (Stefanie van Leersum) wordt verliefd op Brandon Hunter (Saman Amini). Dat haar pleegouders de relatie met deze foute jongen afkeuren, is voor haar een reden om op zoek te gaan naar eigen onderdak. Zo komt ze bij verhuurder Nic Verbist (Chris Zegers) terecht. Wanneer Kat, die haar identiteit volledig ontleent aan haar seksualiteit, Nic afschildert als een pedofiel die aan haar heeft gezeten, besluit Brandon drastische maatregelen te nemen. Deze aflevering is gebaseerd op de dood van Basz Zwijsen. |               |                    |                                                 |
| 5    | Overige gastrollen: Michel van Dousselaere als Fred Klever, Jerrely 'Kempi' Slijger als Marco de Handelaar, Robin van den Akker als Marco Visser, Ronald Top als Rein Zeilmaker, Stijn Koomen als Will. |               |                    |                                                 |
| 6    | Hardcore Never Dies | 6 mei 2012    | Jim Taihuttu       | Jim Taihuttu, Jaap Peter Enderle, David Lammers |
| 6    | De zestienjarige Jeffrey Molenaar (Rik Langbroek) werkt voor Eddy de Waas (Huub Smit), een drugsdealer. Als hij steeds meer drugs moet verkopen van zijn dealer, vervreemdt hij ook steeds meer van zijn familie. Zijn vader Marcel Molenaar (Ruben van der Meer) ziet geen andere mogelijkheid dan de politie in te schakelen, maar zijn actie heeft een geheel andere uitkomst dan de bedoeling was. Deze aflevering is gebaseerd op de dood van Pascal Keijzer. |               |                    |                                                 |
| 6    | Overige gastrollen: Marwan Kenzari als Frank Hendrikx, Christine Bijvanck als Annemiek Molenaar-van de Wouden, Jon Karthaus als docent van Jeffrey, Mike Reus als rechercheur Vosmeer, Casper Kroeze als Remco Molenaar. |               |                    |                                                 |
| 7    | Zwarte Dagen | 13 mei 2012   | André van Duren    | Reint Schölvinck                                |
| 7    | Wanneer de leider van een woonwagenkamp overlijdt, is zijn zoon Kamiel Slokker (Mark Kraan) de man in de familie. Hij kan de verantwoordelijkheid echter niet goed aan en het lukt hem niet om voor zichzelf op te komen. Daar komt nog bij dat zijn moeder Cobie Slokker (Angela Groothuizen) aanpapt met veel verschillende mannen, onder andere zijn beste kameraad Tonnie (Gijs Naber). Te snel volgens de regels van het kamp, die zeggen dat er één jaar gerouwd dient te worden om de dood van een goede echtgenoot. Mensen spreken Kamiel erop aan. Hij moet een daad stellen vindt hij, en hij gaat de confrontatie aan. Deze aflevering is gebaseerd op de dood van Pieter Hoefnagels.                      |               |                    |                                                 |
| 7    | Overige gastrollen: Fred Goessens als ome Ger, Bert Luppes als Huib Slokker, Geert Lageveen als man van de gemeente, Vincent Linthorst als ijzerhandelaar, Eva Marie de Waal als Miranda, Hanneke Scholten als Joke. |               |                    |                                                 |
| 8    | D.I.S.C.O. | 20 mei 2012   | Daan Schuurmans    | Edward Stelder                                  |
| 8    | Remco (Jurriën Remkes), Ole (Bram Suyker) en Casper (Chiem Vreeken) zijn drie jonge mannen met verschillende achtergronden. Remco, type rijkeluiszoon, die volgens zijn vader Wim (Jack Wouterse) te veel verwend is. Vader heeft een relatie met zijn "huishoudster" Ellen (Renée Soutendijk). De 3 mannen kennen elkaar van de golfbaan waar Casper werkt en Ole en Remco golf spelen. Er ontstaat een plan om Remco's vader te laten investeren in een discotheek die de jongens willen runnen op Bermuda. Remco's vader is echter sceptisch en dat stelt het geduld van Remco en zijn vrienden op de proef. Deze aflevering is gebaseerd op de dood van Toon van Laarhoven.                                       |               |                    |                                                 |
| 8    | Overige gastrollen: Abbey Hoes als Iris, William Sutton als John, Arie Kant als directeur, Yoeri van Dreumel als zakenman, Mayday als doorbitch. |               |                    |                                                 |
| 9    | Klem | 27 mei 2012   | Paula van der Oest | Tamara Bos                                      |
| 9    | Chantal (Karien Noordhoff) ziet na zestien jaar samenzijn met René (Titus Boonstra) geen toekomst meer in hun relatie. Ze verlangt van hem dat hij een nieuw onderkomen zoekt, in de hoop verder te kunnen met Jainy (Nicolette Kluijver) met wie ze heimelijk een relatie aan het opbouwen is. René, die voor zijn gevoel voortdurend door Chantal wordt vernederd, wil hun huwelijk hoe dan ook in stand houden, al is het maar voor hun dochtertje. Deze aflevering is gebaseerd op de dood van Anita H. |               |                    |                                                 |
| 9    | Overige gastrollen: Bas Keijzer als Kevin, Korneel Evers als Richard, Koen Smit als makelaar, Ashley Rijnders als Lisa, Lotte Dunselman als Bianca, Terri van Splunder als Yvonne. |               |                    |                                                 |
| 10   | Weekendverlof | 3 juni 2012   | Iván López Núñez   | Jaap Peter Enderle, Dirk Achten                 |
| 10   | Klaas (Juda Goslinga) en Freddie (Michael Knaap) zijn goede vrienden. Totdat bij een gewelddadig conflict Freddie uit zelfverdediging een bezoeker in een café doodschiet. Klaas en zijn vriendin Andrea (Katja Schuurman) hebben een dochter, Daisy. Daisy is hun alles, ze doen er alles aan om haar te beschermen en haar een veilige omgeving te bieden. Maar door de ruzie met Freddie, eens een succesvolle bokser, moet Klaas constant over zijn schouder kijken, bang dat hij is dat Freddie hem of zijn gezin iets aandoet. Op een gegeven moment beslissen Klaas en zijn vriendin dat het zo niet langer kan. Klaas besluit om actie te ondernemen. Deze aflevering is gebaseerd op de dood van Leon Marcé. |               |                    |                                                 |
| 10   | Overige gastrollen: Camilla Siegertsz als Jannie, Marcel Faber als Wouter, Coosje Smid als Debbie, Job Emens als Dave, Bob Schrijber als Steven, Gustav Borreman als Ron. |               |                    |                                                 |

### Seizoen 3
| Afl. | Titel | Uitzenddatum     | Regie                       | Scenario             |
| ---- | --- | ---------------- | --------------------------- | -------------------- |
| 1    | Dead Man's Hand | 24 november 2013 | Steffen Haars               | Thomas van der Ree   |
| 1    | Frenk (Tim Haars) pleegt een succesvolle overval, maar in plaats van zich gedeisd te houden laat Frenk het breed hangen. Als pokermaat Jeffrey (Jos Bakker) erachter komt hoe Frenk aan zijn geld is gekomen denkt hij een mooi chantagemiddel in handen te hebben. Totdat Jeffrey zelf bedreigd wordt. Deze aflevering is gebaseerd op de dood van Jelle de Baat. |                  |                             |                      |
| 1    | Overige gastrollen: Bo Maerten als Samantha, Michiel Romeyn als Roy, Henry van Loon als Ramon, Hans Kazàn als zichzelf, Dick Schaar als Jopie, Jorik Scholten als Martijn. |                  |                             |                      |
| 2    | Loverboys | 1 december 2013  | Rolf van Eijk               | Anne Barnhoorn       |
| 2    | Kevin (Jochum van der Woude) en Simon (Jason de Ridder) zijn jonge knapen die elkaar vinden in gedonder bij het thuisfront en de voorliefde voor graffiti. Hun relatie wordt complexer en grimmiger wanneer Simon meer wil dan vriendschap, en zich in toenemende mate ziekelijk jaloers toont. Kevin probeert afstand te scheppen, maar dat heeft een averechtse uitwerking en noodlottige afloop. Deze aflevering is gebaseerd op de dood van Leroy Koppenol.                                                                  |                  |                             |                      |
| 2    | Overige gastrollen: Victor Reinier als Jon, Janni Goslinga als Lenneke, Raymond Thiry als Arie, Ilke Paddenburg als Elze, Jim Deddes als Dennis. |                  |                             |                      |
| 3    | Para | 8 december 2013  | Paloma Aguilera Valdebenito | Marianne Riphagen    |
| 3    | Gio (Willem de Bruin) kan zijn geluk niet op als blijkt dat zijn vriendin Adinda (Belinda van der Stoep) zwanger is. Zij wil het voorlopig nog geheim houden voor hun huisgenoten, want voor haar is het allesbehalve een blijde verwachting. Adinda heeft grote twijfels, over hun woonsituatie en economisch toekomstperspectief. Met een eenzijdige en ingrijpende beslissing komt de relatie onder hoogspanning te staan. Deze aflevering is gebaseerd op de dood van Ingar Bareno.                                          |                  |                             |                      |
| 3    | Overige gastrollen: Tarikh Janssen als Edson, Marianne Riphagen als Britta, Mamoun Elyounoussi als Sadik. |                  |                             |                      |
| 4    | Fortunate Son | 15 december 2013 | Max Porcelijn               | Vincent van Zelm     |
| 4    | Het sprookjeshuwelijk is nog geen jaar oud, maar al zo verzuurd dat zakenman Dennis (Cees Geel) wil scheiden van zijn tweede vrouw Chantal (Angela Schijf). Achter haar rug om gaat de notaris vast aan de slag. Wanneer zij erachter komt dat de huwelijkse voorwaarden niet in haar voordeel uit zullen vallen - dag huis, dag auto's, dag boot -, schakelt ze de hulp in van haar oude vriend Gerrie (Martijn Oversteegen), die krap bij kas zit. Deze aflevering is gebaseerd op de dood van Marcel Koorndijk.               |                  |                             |                      |
| 4    | Overige gastrollen: Pieter Bouwman als Peter, Steef Cuijpers als Richard, Horace Cohen als barman, Willie Wartaal als Roberto. |                  |                             |                      |
| 5    | Gran Canaria | 22 december 2013 | Jonathan Herman             | Pieter Bart Korthuis |
| 5    | De reclasseringsambtenaar raadt gezinstherapie aan: de net uit jeugddetentie ontslagen Jeroen (Sol Vinken) is namelijk gebaat bij een rustig thuisfront. Dat zit er niet in, want vader Freek (Pierre Bokma) en moeder Angela (Susan Visser) hebben na het feestelijk stukje taart een mededeling: ze gaan scheiden. Jeroen weigert dat te accepteren. Blij is hij dus niet als hij ontdekt dat moeder al een nieuwe vriend heeft: Patrick (Theo Maassen). Deze aflevering is gebaseerd op de dood van Roy Hendriks van de Weem. |                  |                             |                      |
| 6    | Warriors | 29 december 2013 | Mijke de Jong               | Oscar van Woensel    |
| 6    | 'Waarom doen wij nooit meer iets leuks samen?' De vraag komt te laat, want het huwelijk tussen Jopie (Dragan Bakema) en Jade (Mariana Aparicio Torres) barst dan al bijna uit zijn voegen. Met hun psychologische gesar halen ze bij elkaar het bloed onder de nagels vandaan. Hij zoekt zijn heil bij zijn maten van de motorclub, zij wil hem voor haar alleen. Haar toenaderingspoging heeft echter een noodlottige afloop. Deze aflevering is gebaseerd op de dood van Frank van der List.                                   |                  |                             |                      |
| 6    | Overige gastrollen: 'Lange' Frans Frederiks als Kale K, Ko van den Bosch als president, Wim van der Grijn als Gerrit. |                  |                             |                      |

### Seizoen 4
| Afl. | Titel | Uitzenddatum      | Regie                               | Scenario                         |
| ---- | --- | ----------------- | ----------------------------------- | -------------------------------- |
| 1    | Beverman & Zn. | 18 september 2017 | Michiel ten Horn                    | Reint Schölvinck                 |
| 1    | Sinds zijn tienerjaren wordt Charley Beverman (Henry van Loon) er ten onrechte van beschuldigd zijn jonge neefje (Dean Wijkhuizen) seksueel te hebben misbruikt. Zijn vader Robin (Martin van Waardenberg) heeft altijd in zijn onschuld geloofd en beschermt zijn op sociaal gebied onbeholpen zoon wanneer deze weer eens wordt aangesproken naar aanleiding van de geruchten. Tegelijkertijd is Robin een tirannieke man die Charley kleineert en het leven zuur maakt. Deze aflevering is gebaseerd op de dood van David de la Roij.                                                           |                   |                                     |                                  |
| 1    | Overige gastrollen: Karolina Joniec als Milena, Mr. Polska als Wiktor, Annick Boer als Anneke, Jennifer Evenhuis als tante, Wil van der Meer als Serge, Tommy van Lent als Mitchell, Miles van der Lely als tiener Charley. |                   |                                     |                                  |
| 2    | Tot de dood ons scheidt | 25 september 2017 | Aaron Rookus                        | Aaron Rookus, Thomas van der Ree |
| 2    | Het echtpaar Joris (Martijn Fischer) en Kristina Pahlplatz (Saskia Temmink) heeft een dierenpension. Het stel is altijd gelukkig geweest, maar Kristina is jong dementerend en vertoont de laatste tijd alsmaar vreemder gedrag. Hun dochter Dana (Margo Verhoeven) wil haar moeder laten onderzoeken. Joris echter doet liever of het allemaal wel meevalt. Deze aflevering is gebaseerd op de dood van Thi Hong Hue Lee. |                   |                                     |                                  |
| 2    | Overige gastrollen: Wendy Briggeman als jonge Kristina, Jorik Prins als jonge Joris, Camilla Meurer als Mariëlle, Hannah van Lunteren als jurist, Mark Ram als jurist, Sarah Janneh als Simone, Sadettin Kirmiziyüz als psycholoog. |                   |                                     |                                  |
| 3    | Kerstkado | 2 oktober 2017    | Giancarlo Sánchez, Urszula Antoniak | Jolein Laarman                   |
| 3    | Karin (Ricky Koole) is hoofdagent bij de politie. Op vakantie heeft ze de Turkse Musa (Mustafa Duygulu) ontmoet, die voor haar naar Nederland is gekomen en sindsdien bij haar woont. Voor hem is hun relatie inmiddels voorbij en Karins zoon Thomas (Tobias Kersloot) vindt dan ook dat zij hem het huis uit moet zetten. Maar Karin blijft hopen dat de liefde weer opbloeit en aanvaardt daarom Musa's schofferingen. Waar ze op haar werk gewend is conflicten te de-escaleren, weet ze de situatie thuis niet in de hand te houden. Deze aflevering is gebaseerd op de dood van Deniz Çetin. |                   |                                     |                                  |
| 3    | Overige gastrollen: Koen Kreulen als Tony, Caya de Groot als collega van Karin, Sabri Saad El Hamus als collega van Karin |                   |                                     |                                  |
| 4    | Stormram | 9 oktober 2017    | Arne Toonen                         | Oscar van Woensel                |
| 4    | Monica (Maartje Remmers) verschaft zich toegang tot het huis van haar ex Sven (Tibor Lukács) om hun zoontje (Lucas Reijnders) op te halen. Ze heeft haar nieuwe vriend Dennis (Benja Bruijning) en diens vage bekende Mike (Poal Cairo) meegenomen om hem te intimideren. De door de buren gealarmeerde politie is in de buurt, maar door onachtzaamheid duurt het lang voordat ze gereed zijn om in actie te komen. Deze aflevering is gebaseerd op de dood van Björn Jue. |                   |                                     |                                  |
| 4    | Overige gastrollen: Imanuelle Grives als Judith, Jochum ten Haaf als Ramon |                   |                                     |                                  |
| 5    | Rehab | 16 oktober 2017   | Eddy Terstall                       | Jan Eilander, Eddy Terstall      |
| 5    | Simone (Femke Lakerveld) zit in een kliniek ter behandeling van haar alcoholprobleem. Hier ontmoet ze de aan cocaïne verslaafde Luis (Javier Guzman), met wie ze een heimelijke relatie begint. Hij probeert Simone ervan te overtuigen dat haar huwelijk met de tien jaar oudere Maurits (Cees Geel) niets voorstelt. Als de twee samen verder willen, zo zegt hij, zal zij van haar echtgenoot af moeten zien te komen. Deze aflevering is gebaseerd op poging tot moord van verdachte A.L. |                   |                                     |                                  |
| 5    | Overige gastrollen: Bart Klever als Bob Troost, Rom Elzakkers als Ben |                   |                                     |                                  |
| 6    | Unlike | 23 oktober 2017   | Tomas Kaan                          | Bastiaan Kroeger                 |
| 6    | Yindee (Jun Jun Liang) en Debby (Jady Satoer) zijn beste vriendinnen. Wanneer Debby een relatie krijgt met Jason (Keanu Visscher), voelt Yindee zich buitengesloten en plaatst ze hatelijke berichten over het stel op sociale media. Jason schakelt de zonderlinge Shan (Willem Chen) in om haar het zwijgen op te leggen. Deze aflevering is gebaseerd op de Facebookmoord. |                   |                                     |                                  |
| 6    | |                   |                                     |                                  |

## Ontvangst
- In 2011 was Van God Los genomineerd voor de Beeld en Geluid Award in de categorie Beste Fictieve Programma en Georgina Verbaan als Beste Actrice voor haar rol als Tilly in de aflevering Spookbeeld, beiden niet gewonnen.
- In 2012 kreeg Van God Los een eervolle vermelding bij de uitreiking van de Zilveren Nipkowschijf.
- In 2013 kreeg de serie twee Gouden Kalf-nominaties. In de categorie 'Beste Televisiedrama' werd de aflevering Warriors (seizoen 3, regie Mijke de Jong) genomineerd. In de categorie 'Beste Actrice in een Televisiedrama' werd Mariana Aparicio Torres genomineerd, die speelde in diezelfde aflevering.

3 op Reis ·
Afkicken ·
De allerslechtste echtgenoot van Nederland ·
Atletico Ananas ·
AVRO's Sterrenslag ·
Baby te huur ·
De Badgasten ·
De beste ·
Bitches ·
Bloed, Zweet en Luxeproblemen ·
Break Free · 
Cash Cab ·
Comedy Live ·
Costa! ·
Crazy 88 ·
Dennis en Valerio vs de rest ·
Dennis vs Valerio ·
Doe Maar Normaal ·
Egoland ·
Feuten ·
Finals ·
Floortje en de ambassadeurs · 
Floortje naar het einde van de wereld ·
Get Smarter in a Week ·
Golden Oldies ·
De Grote Donorshow ·
Hey DJ ·
Je zal het maar hebben ·
Je zal het maar zijn ·
Kannibalen ·
Katja vs Bridget ·
Katja vs De Rest ·
Kebab TV ·
De Klimaatpolitie ·
Lama gezocht ·
De Lama's ·
Lijst 0 ·
Loverboys ·
MaDiWoDoVrijdagshow ·
De Man met de Hamer ·
Mystery Party ·
De Nationale Eettest ·
De Nationale IQ Test ·
Neuken doe je zo! ·
De Nieuwste Show ·
Nu we er toch zijn ·
Onderweg naar Morgen ·
Over Mijn Lijk ·
Ranking the Stars ·
Rat van Fortuin ·
Ruben vs Geraldine ·
Ruben vs Katja ·
Ruben vs Sophie ·
Het schnitzelparadijs ·
De School ·
De slechtste chauffeur van Nederland ·
Sluipschutters ·
Smeris ·
De Social Club ·
Spuiten en Slikken ·
De Stalkshow ·
StartUp ·
Sterretje Gezocht ·
Stop in the Name of Love ·
Tessa ·
Tequila ·
Top of the Pops ·
Try Before You Die ·
Van God Los ·
Vier handen op één buik ·
VOC ·
Vrijdag op Maandag ·
Waar kan ik je 's nachts voor wakker maken? ·
Walhalla ·
Weg met BNN ·
De Zeven Zeeën